# Castilly
Castilly era una comuna francesa situada en el departamento de Calvados, de la región de Normandía, que el uno de enero de 2017 pasó a ser una comuna delegada de la comuna nueva de Isigny-sur-Mer al fusionarse con las comunas de Isigny-sur-Mer, Les Oubeaux, Neuilly-la-Forêt y Vouilly.

## Demografía
| Gráfica de evolución demográfica de Castilly entre 1800 y 2014 |
|                                                                |

Los datos demográficos contemplados en este gráfico de la comuna de Castilly se han cogido de 1800 a 1999 de la página francesa EHESS/Cassini, y los demás datos de la página del INSEE.